# FA Cup 1972-1973
La FA Cup 1972-1973 è stata la novantaduesima edizione della competizione calcistica più antica del mondo. È stata vinta dal Sunderland contro il Leeds Utd.

## Finale
| Arbitro: | K. Burns |

|  |           |                 |
|  | Marcatori | 31’ Porterfield |